# Alchemilla oligantha
Alchemilla oligantha är en rosväxtart som beskrevs av Sergei Vasilievich Juzepczuk. Alchemilla oligantha ingår i släktet daggkåpor, och familjen rosväxter. Inga underarter finns listade i Catalogue of Life.